# Keprnický potok
Keprnický potok je horský potok, který pramení severně pod vrcholem hory Keprník v Národní přírodní rezervaci Šerák-Keprník v pohoří Hrubý Jeseník v okrese Jeseník v Olomouckém kraji.

## Popis toku
Pramen Keprnického potoka vytváří ve východním svahu Keprníka skalní kaňon a teče po skalním podkladu severovýchodním směrem přes kaskádovité vodopády Keprnického potoka.
U rozcestníku turistických značek Bystrý potok přibírá bezejmenné toky a zatáčí východním směrem, kde část toku je regulována protizáplavovými vodními stavbami.
Pod Bysterskou chatou se do Keprnického potoka zprava vlévá Bystrý potok. Dále se potok stáčí přibližně k jihovýchodo-východu a protéká kolem lesnické chaty Výrovka a poblíž turistického rozcestníku Pod Domašovským kopcem se do něj zprava vlévá jeho největší přítok, kterým je Rudohorský potok. Nakonec se v obci Bělá pod Pradědem zleva vlévá do řeky Bělá (přítok Kladské Nisy) v povodí řeky Odry.

## Další informace
Keprnický potok je také rozcestník poblíž toku Keprnického a Rudohorského potoka.

## Galerie

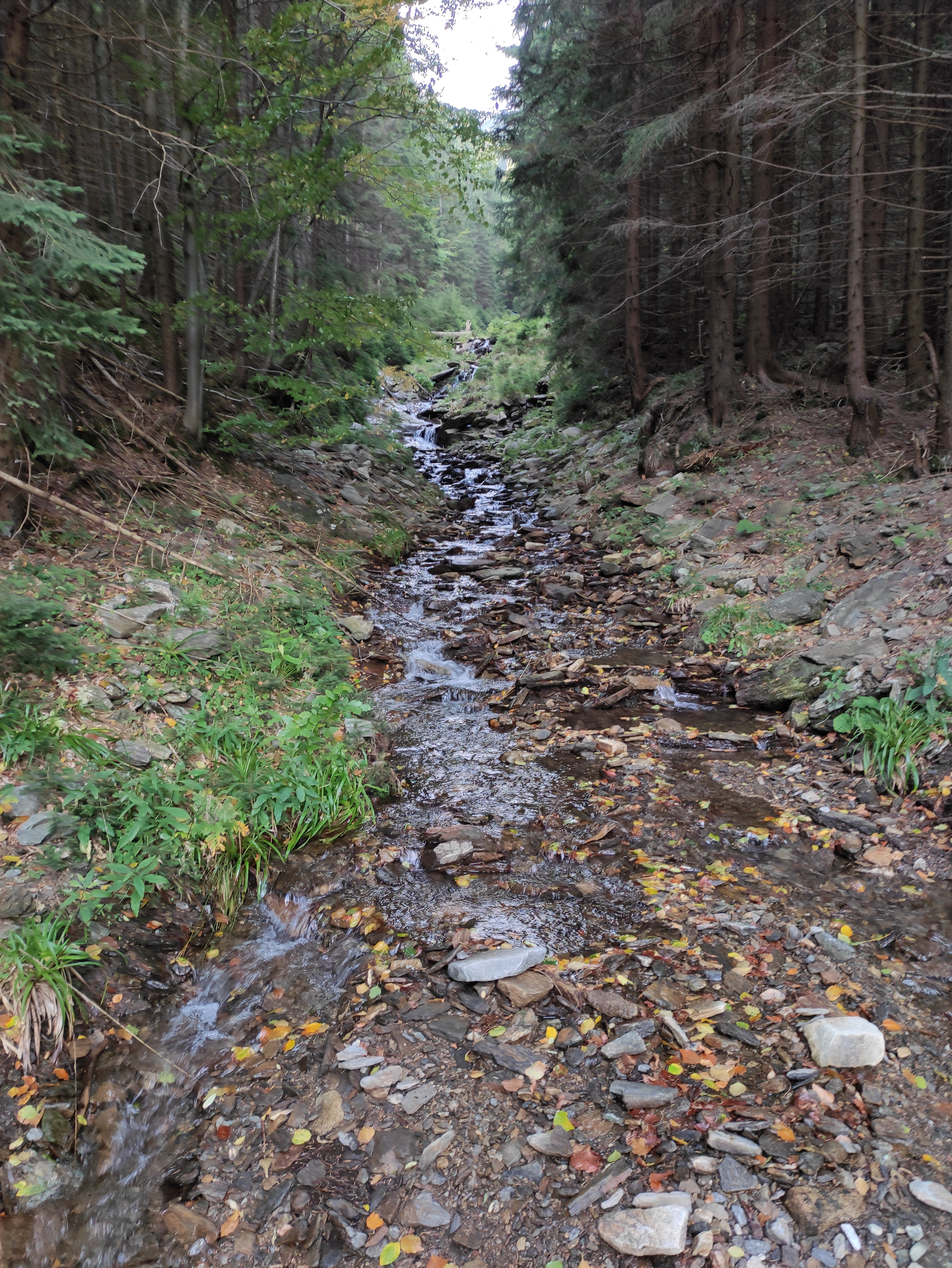
Horní tok Keprnického potoka